# 许金平
许金平（1953年9月—），男，中华人民共和国外交官，曾任中华人民共和国驻札幌总领事。

## 生平
1977年，进入中华人民共和国外交部工作，先后在驻大阪总领事馆、中国日本友好协会、驻日本大使馆任职。2001年，任驻日本大使馆参赞。2003年，任中国日本友好协会秘书长。2007年，任中国日本友好协会副会长。2011年9月，出任中华人民共和国驻札幌总领事。2013年12月，自驻札幌总领事离任。

## 家庭
已婚，有一女。